# Жаке де ла Герр, Элизабет
Элизабет Жаке де ла Герр (фр. Élisabeth Jacquet de La Guerre; 17 марта 1665, Париж — 27 июня 1729, там же) — французская клавесинистка и композитор.

## Биография и творчество
Родилась в семье музыкантов. В пятилетнем возрасте играла на клавесине перед Людовиком XIV. В 1684 году вышла замуж за органиста Марена де ла Герра и оставила двор. В 1687 году вышла первая книга её «Пьес для клавесина». Писала также трио, сонаты, кантаты, поставила оперу «Кефал и Прокрида» (1694) — первую оперу, написанную женщиной во Франции.